# Franz von Borcke (Generalleutnant, 1802)
Franz Karl Wilhelm Matthias von Borcke (* 22. Mai 1802 in Bahn; † 6. Juli 1886 in Naumburg (Saale)) war ein preußischer Generalleutnant und Kommandeur der 15. Infanterie-Brigade.

## Leben

### Herkunft
Franz war Angehöriger des pommerschen Adelsgeschlechts Borcke. Seine Eltern waren der Major im Dragoner-Regiment Nr. 5 und Erbherr  auf Roggow, Ludwig Friedrich von Borcke (1767–1827) und dessen Ehefrau Luise Henriette, geborene Freiin von Steinaecker (1774–1860). Die Generale Karl von Borcke (1800–1870), Ludwig von Borcke (1804–1888) und Wilhelm von Borcke (1807–1867) waren seine Brüder.

### Militärkarriere
Borcke erhielt seine Ausbildung auf dem Gymnasium in Berlin und trat am 13. Mai 1819 als Freiwilliger in das 8. Infanterie-Regiment der Preußischen Armee ein. Dort avancierte er bis März 1820 zum Sekondeleutnant und absolvierte 1823/26 die Allgemeine Kriegsschule. 1827 kam Borcke zum Lehr-Infanterie-Bataillon und war von 1829 bis 1831 als Lehrer an der Divisionsschule der 5. Division tätig. Anschließend kam er bis 1835 in das topographische Büro. Als Premierleutnant folgte am 30. Mai 1835 seine Kommandierung zum Großen Generalstab. Am 30. Mai 1836 wurde er mit Patent vom 20. Juli 1831 in den Großen Generalstab übernommen sowie am 30. Mai 1837 zum Hauptmann befördert. Am 6. April 1839 wurde er in den Generalstab des V. Armee-Korps und von dort am 4. April 1844 in den Generalstab des IV. Armee-Korps versetzt. Dort wurde er am 1. April 1845 zum Major befördert. Am 17. Februar 1846 kam er als Bataillonskommandeur in das 16. Infanterie-Regiment. Er wurde am 19. April 1851 Oberstleutnant und am 14. September 1851 mit dem Roten Adlerorden III. Klasse mit Schleife ausgezeichnet. Am 15. April 1852 wurde Borcke zum Oberst befördert und zum Kommandeur des 9. Infanterie-Regiments ernannt. Am 18. Dezember 1856 wurde er dann Kommandeur der 15. Infanterie-Brigade. Ab dem 5. Februar 1857 stand er à la suite des 9. Infanterie-Regiments. Am 9. April 1857 wurde er zum Generalmajor befördert. Am 5. Oktober 1859 bekam er den Roten Adlerorden II. Klasse mit Eichenlaub. Borcke erhielt am 18. August 1860 seinen Abschied mit dem Charakter als Generalleutnant. Er starb unverheiratet am 6. Juli 1886 in Naumburg.